# Stan Marsh
Stan Marsh, interpretat de Trey Parker, este un personaj fictiv din serialul de desene animate South Park.
Stan pare a fi cel mai normal dintre cei patru din gașcă. Este mai gânditor și tăcut și se ține departe de conflicte, în special atât de desele certuri între Cartman și Kyle. Este îndrăgostit de colega de clasă Wendy Testaburger, și vomită de fiecare dată când vorbește cu ea. Are o soră mai mare, Shelley, care îl bate și îl terorizează. Fie el, fie Kyle, anunță de fiecare dată moartea lui Kenny cu replica, ajunsă celebră, Oh my God! They killed Kenny!, la care celălalt răspunde You bastards!.
Stan preia cel mai adesea rolul de "conștiință" a grupului, concluzionând episoadele cu replica "azi am învățat ceva ...", urmată de morala pe care creatorii serialului doresc să o transmită publicului.